# Nudo di donna
Nudo di donna è un film del 1981 diretto e interpretato da Nino Manfredi.

## Trama
Sandro è un benestante romano, ex titolare di un'officina meccanica, trasferitosi a Venezia dopo la morte del suocero, il quale qui gestiva una libreria antiquaria lasciata ora alla figlia Laura, che desidera proseguire l'attività paterna. Laura è più giovane del marito e più fine nel tratto; troppo diversi sono i vissuti di Laura e di Sandro, troppo distanti i confini della loro estrazione e Sandro, avvolto da un mondo che non riconosce, sembra sprofondare in una crisi matrimoniale senza via d'uscita, fino al punto di decidersi per un periodo di separazione dalla consorte.
Ma un giorno trova nell'abitazione di uno stravagante fotografo esistenzialista, dove aveva trovato letto per la prima notte fuori casa, un carboncino enigmatico: una donna nuda, stesa su di un letto apparentemente addormentata, disegnata di schiena, senza il volto esposto e con una posizione delle gambe uguale a quella tenuta abitualmente dalla moglie nel sonno; Sandro è immediatamente assalito dal maligno sospetto che la modella possa essere proprio sua moglie. Comincia a cercare di capire di più della consorte che credeva di conoscere bene, e più cerca di approfondire, più capisce quanto, forse, esista una Laura diversa da quella che crede di conoscere e che, ormai, sempre meno lo interessa.
In una ricerca sempre più intrigante, fa la conoscenza di una prostituta, di nome Rirì, che assomiglia come una goccia d'acqua a Laura. Le due donne sembrano le facce opposte di una sola fantastica persona, e un Sandro sempre più sprofondato nell'angoscia della ricerca della propria collocazione e dei propri sentimenti e roso dal dubbio sulla vera identità della prostituta, corre da una parte all'altra di Venezia, senza riuscire a capire se Rirì sia in realtà Laura abilmente travestita.
Nella notte del carnevale veneziano incontra nuovamente la donna, stavolta in una maschera da cocotte che la differenzia sia da Laura che da Rirì; Sandro la perde di vista senza sapere se si tratti della consorte o della prostituta. Dopo una notte di ricerche, finalmente incontra al mattino la bella donna mascherata, con cui si allontana soddisfatto senza più preoccuparsi della sua vera identità.